# Lázaro Romero
Lázaro Ramón Romero (Chajarí, Argentina, 13 de diciembre de 1995) es un futbolista argentino que juega como delantero en Ferro Carril Oeste de la Primera Nacional de Argentina.

## Trayectoria
Oriundo de Chajarí, comenzó su carrera deportiva en el Ferrocarril de Chajarí hasta los 17 años, llegando a Huracán, en donde hizo quinta y cuarta, para luego llegar a Acassuso el año 2015. Luego de 47 partidos y 5 goles en la B Metropolitana, en julio de 2019 firmó para Deportivo Merlo. En febrero de 2021, marcó un gol en la final del reducido de la Primera C ante Sportivo Dock Sud, logrando el ascenso a la Primera B Nacional. En diciembre de 2021, se anunció que no continuaba en El Charro.
En enero de 2022, es anunciado como nuevo jugador de Deportivo Riestra de la Primera B Nacional. Al año siguiente, formó parte del plantel de Los Malevos que logró vencer 1-0 a Deportivo Maipú en el reducido de la Primera B, logrando ascender a la Primera División.
El 10 de enero de 2024, se anunció su fichaje por Deportes Iquique de la Primera División de Chile.

## Clubes
| Club               | País      | Año       |
| ------------------ | --------- | --------- |
| Acassuso           | Argentina | 2015-2019 |
| Deportivo Merlo    | Argentina | 2019-2021 |
| Deportivo Riestra  | Argentina | 2022-2023 |
| Deportes Iquique   | Chile     | 2024      |
| Ferro Carril Oeste | Argentina | 2025-Act. |